# بیس-اچ‌پی‌پی‌پی
بیس-اچ‌پی‌پی‌پی (به انگلیسی: Bis-HPPP) با فرمول شیمیایی C۲۱H۲۸O۶ یک ترکیب شیمیایی است. که جرم مولی آن ۳۷۶٫۴۴ g/mol می‌باشد. 